# 5104 Skripnichenko
Az 5104 Skripnichenko (ideiglenes jelöléssel 1986 RU5) a Naprendszer kisbolygóövében található aszteroida. Ljudmila Ivanovna Csernih fedezte fel 1986. szeptember 7-én.